# 關家良一
關家良一（1967年2月12日—），是日本超級馬拉松運動員，出生於神奈川縣相模原市，本職是機械工程師，隸屬日本巨人馬拉松軍團，是現任亞洲二十四小時超級馬拉松紀錄保持者。1994年於北海道佐呂間湖完成100公里的比賽，是他的出道賽。
他因為在2001年首度參與東吳國際超級馬拉松競賽，拿下優異成績，被國際媒體視為一匹黑馬。隨後，在2002年─2005年之間，連續奪冠並保持亞洲紀錄；更在2006年世界盃24小時超級馬拉松比賽中奪下亞洲冠軍，續保亞洲紀錄。因此，在他於2007年入選東吳國際超級馬拉松的名人堂後，更確立了他在超級馬拉松界的地位。2012年，拿下東吳國際超級馬拉松的男子組冠軍，並在該賽會完成生涯七連霸的紀錄，但在2013年的東吳國際超級馬拉松終止了他的七連霸無緣八連霸，他賽後表示：「我明年還會來再來!」。

## 外部連結
- （日語）關家良一的個人網站